# Lenny LeBlanc
 (janvier 2023).
Le contenu est difficilement compréhensible vu les erreurs de traduction, qui sont peut-être dues à l'utilisation d'un logiciel de traduction automatique.
Lenny LeBlanc, né le 17 juin 1951, est un musicien et auteur-compositeur américain. Il commence sa carrière avec Pete Carr en 1975 duquel il se sépare pour se concentrer sur leurs projets solos respectifs. Originaire de l'Alabama, il est connu pour sa chanson Falling et a chanté avec de nombreux artistes. Depuis 1987, LeBlanc travaille dans son propre studio à Muscle Shoals, en Alabama.

## Biographie

### Enfance et adolescence
Lenny LeBlanc est né à Leominster, dans l’État du Massachusetts, aux États-Unis. En 1955, sa famille déménage dans le sud, à Daytona Beach, en Floride. LeBlanc passe ses étés sur la plage à surfer jusqu'à sa rencontre avec des adolescents qui jouaient de la guitare. Plus tard, il décroche un emploi de plongeur au restaurant pour payer sa première guitare basse. Au cours des trois années de scolarité suivantes, LeBlanc joue dans des bars et clubs locaux autour de Daytona, développant également ses talents vocaux. Au lycée, il obtient son diplôme en 1969 et déménage à Cincinnati, en Ohio, en 1970. Il réside à Florence, en Alabama, depuis 1973.

### Carrière musicale

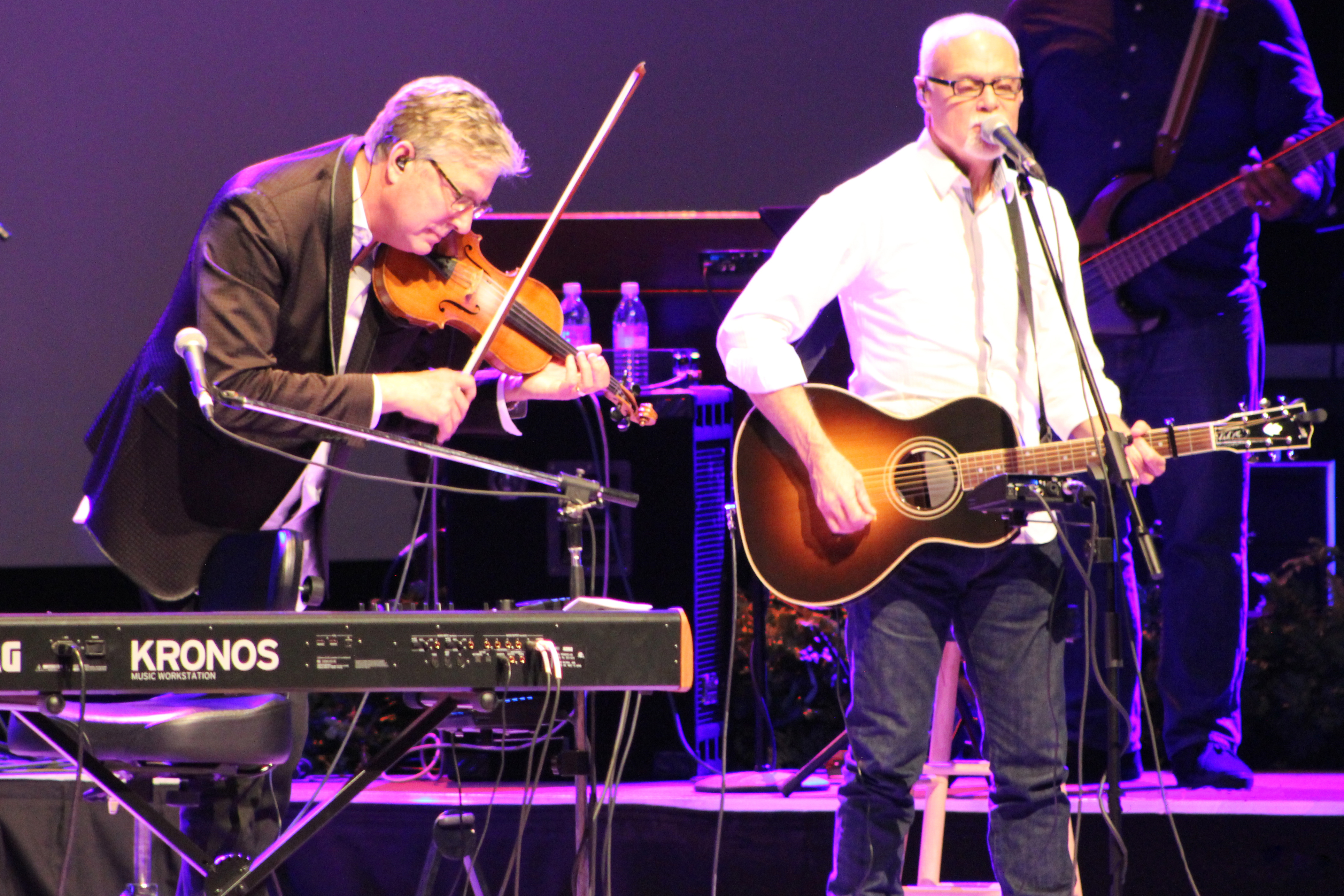
LeBlanc en concert avec Don Moen.

L'ancien membre du groupe et bon ami Pete Carr, de son côté, devient un producteur et guitariste de studio à succès à Muscle Shoals, en Alabama. Il encourage LeBlanc à le rejoindre là-bas. Après quelques mois, LeBlanc commence à jouer de la basse ainsi qu'à chanter des voix de fond avec des artistes tels que Hank Williams Jr., Crystal Gayle, Etta James, Shenandoah, Ricky Skaggs, Sawyer Brown, The Supremes, Joan Baez, Amy Grant et Roy Orbison.
Obtenant du succès en tant que musicien de fond et chanteur, LeBlanc se lance dans une carrière solo. En 1975, il enregistre une démo et le producteur Carr envoie une copie à Jerry Wexler chez Atlantic Records. Quelques mois plus tard, le premier album solo de LeBlanc sort. Atlantic perçoit un grand potentiel chez LeBlanc et le fait faire équipe avec Carr, les deux enregistrant un album crédité à LeBlanc et Carr. Finalement, trois singles atteignent les charts, en particulier le top 40 hit Falling. LeBlanc et Carr commence à faire des tournées avec de grands artistes. Au bout d'un moment, Carr s'aperçoit qu'il préfère plus enregistrer des disques que de les promouvoir, et le duo se sépare avant de pouvoir enregistrer un nouvel album. LeBlanc continue d'écrire des chansons et de poursuivre sa carrière solo, cette fois avec le label Capitol Records.
Lors de l’émission American Top 40 diffusée le 25 février 1978, Casey Kasem rapporte que LeBlanc et Carr avaient été évincés de l'avion qui s'était écrasé et a tué certains des membres du groupe de rock Lynyrd Skynyrd. Les artistes faisaient leur tournée ensemble et des changements de plan de voyage de dernière minute ont empêché le duo de monter à bord de l'avion après qu'on leur ait proposé des places[réf. nécessaire].
En 1980, LeBlanc devient nouveau chrétien et commence à enregistrer de la musique chrétienne. En 1983, Heartland Records sort Say a Prayer suivi de Person to Person en 1984. En 1987, LeBlanc a ouvert son propre studio d'enregistrement à Muscle Shoals, en Alabama, où il fait ses propres productions ainsi que d'autres personnes.

## Récompenses
- Falling - chanson nommée BMI Millionaire (un million ou plus d'écoutes radiophoniques)
- Falling - nommé l'un des 40 meilleurs succès de tous les temps du Billboard
- Dove Award - Chanson enregistrée inspirante de l'année - Above All - album de prière Michael W. Smith, Lenny LeBlanc, Paul Baloche (2003)
- En 2010, LeBlanc a travaillé avec les artistes asiatiques Brian Joo, Van Ness Wu, Choi Siwon et John Lee sur le projet 3RD Wave Music.

## Discographie
- 1976 : Hound Dog Man (Big Tree)
- 1977 : Lenny LeBlanc (Atlantic/ Big Tree)
- 1978 : Midnight Light (sous le nom de LeBlanc & Carr) (Atlantic/Big Tree)
- 1980 : Breakthrough (Heartland/Capitol)
- 1983 : Say a Prayer (Heartland / CBS-Priority)
- 1984 : Person to Person (Heartland/Benson)
- 1990 : Faithful Heart (Maranatha!/Benson)
- 1991 : Prisoner of Love (Maranatha!/Benson)
- 1991 : Pure Heart (Hosanna! Music/Integrity)
- 1994 : All My Dreams (Integrity Music)
- 1996 : The Bridge (Integrity Music)
- 1999 : Above All (Integrity Music)
- 2002 : One Desire (Integrity Music)
- 2006 : Arise: A Celebration of Worship (Integrity Music)
- 2007 : All For Love (Integrity Music)
- 2007 : Songs From My Living Room (DVD) (LenSongs Pictures)
- 2008 : Christmas Night (Indelible Creative Group)
- 2010 : Love Like No Other
- 2012 : Anthology — The Best of Lenny LeBlanc